# トロエクロフスコエ墓地
トロエクロフスコエ墓地（トロエクロフスコエぼち、ロシア語: Троекуровское кладбище）とは、ロシアにある、モスクワで最も知られている墓地の一つである。聖ニコライ聖堂(ru)（1704年に建造され、ソ連時代は閉鎖されていたが1991年に復興した）をその敷地に有し、ノヴォデヴィチ墓地の支部でもある。モスクワ西端の旧トロエクロヴォ村(ru)（17世紀末から18世紀初頭にかけて、ボヤールであるトロエクロヴィ家の所領であった場所）、現在のリャビノーヴァヤ街(ru)24番地に位置する。モスクワ環状道路に隣接する部分が加わって現在の形になったのは1970年代後半のことである。
敷地面積は16ヘクタールだが、市はさらに12ヘクタールの拡張を計画している。

## 主な埋葬者
- レオニード・アバルキン - 経済学者、ソ連邦副首相
- セルゲイ・アフロメーエフ - ソ連邦元帥、ソ連邦英雄
- ピョートル・イワシュチン - ソ連邦英雄、GRU局長
- ヴィタリー・ウォロトニコフ - 首相
- アレクサンドル・ウラソフ - 内相
- イーゴリ・エシポフスキー - イルクーツク州知事
- ロマン・カチャーノフ - アニメーション監督
- ヴィクトル・カピトノフ - ロードレーサー

- ヴラディスラフ・ガルキン - 俳優

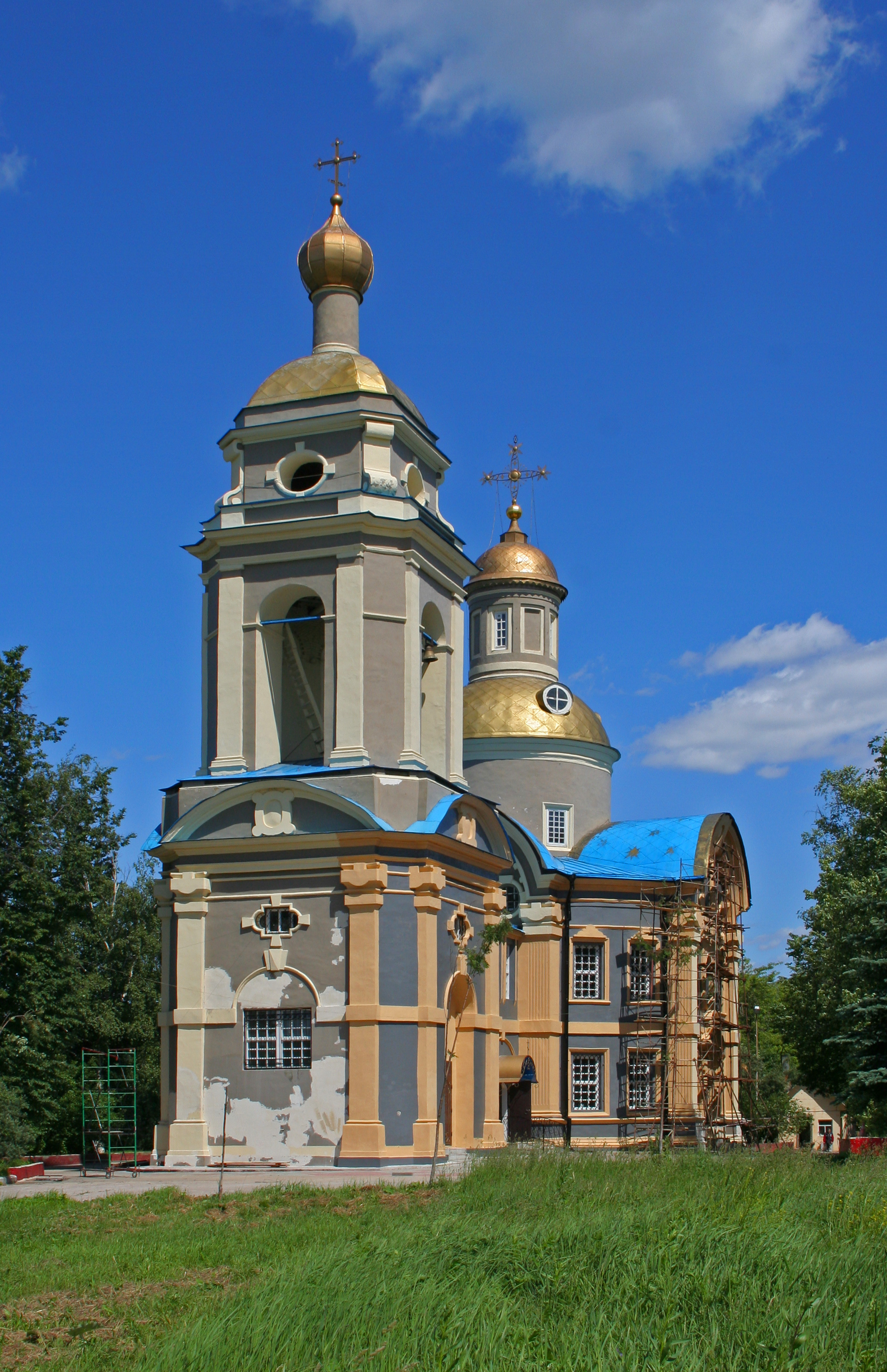
聖ニコライ聖堂

- レオニード・キジム - 宇宙飛行士、ソ連邦英雄
- アンドレイ・キリレンコ - ソ連共産党政治局員
- エフゲニー・グリシン - スピードスケート選手
- ウラジーミル・クリュチコフ - KGB議長
- ヴァシリー・グロスマン - 作家
- ゲンナジー・コルビン - カザフ共産党第一書記
- ニコライ・シデルニコフ - 作曲家
- ゲオルギー・シャフナザーロフ - 政治学者、ソ連大統領補佐官
- ダニイル・シャフラン - チェリスト
- イワン・シャヴロフ - 軍人
- オレグ・シェーニン - ソ連共産党政治局員、ソ連共産党（シェーニン派）指導者
- アレクサンドル・デデュシコ - 俳優
- レオニード・シェバルシン - 諜報員、KGB議長代行
- ワシーリー・スターリン - ヨシフ・スターリンの次男、空軍中将
- ウラジーミル・セミチャストヌイ - KGB議長
- イーゴリ・セルゲーエフ - 国防相、ロシア連邦元帥
- アナトリー・チャジロフ - モスクワ州知事、ロシア連邦議会議員
- アレクサンドラ・チュジナ - バレーボール選手
- ヴィクトル・チェブリコフ - KGB議長
- ヴェロニカ・ドゥダロワ - 指揮者
- アンドレイ・パニン - 俳優
- ボリス・プーゴ - 内務相、ラトビア共産党第一書記
- コンスタンチン・フェオクチストフ - 宇宙飛行士
- アレクサンドル・フェクリソフ - 諜報員、ロシア連邦英雄
- ヴィタリー・フェドルチュク - 内相、KGB議長
- ボリス・フョードロフ - ロシア連邦副首相、蔵相、国税庁長官

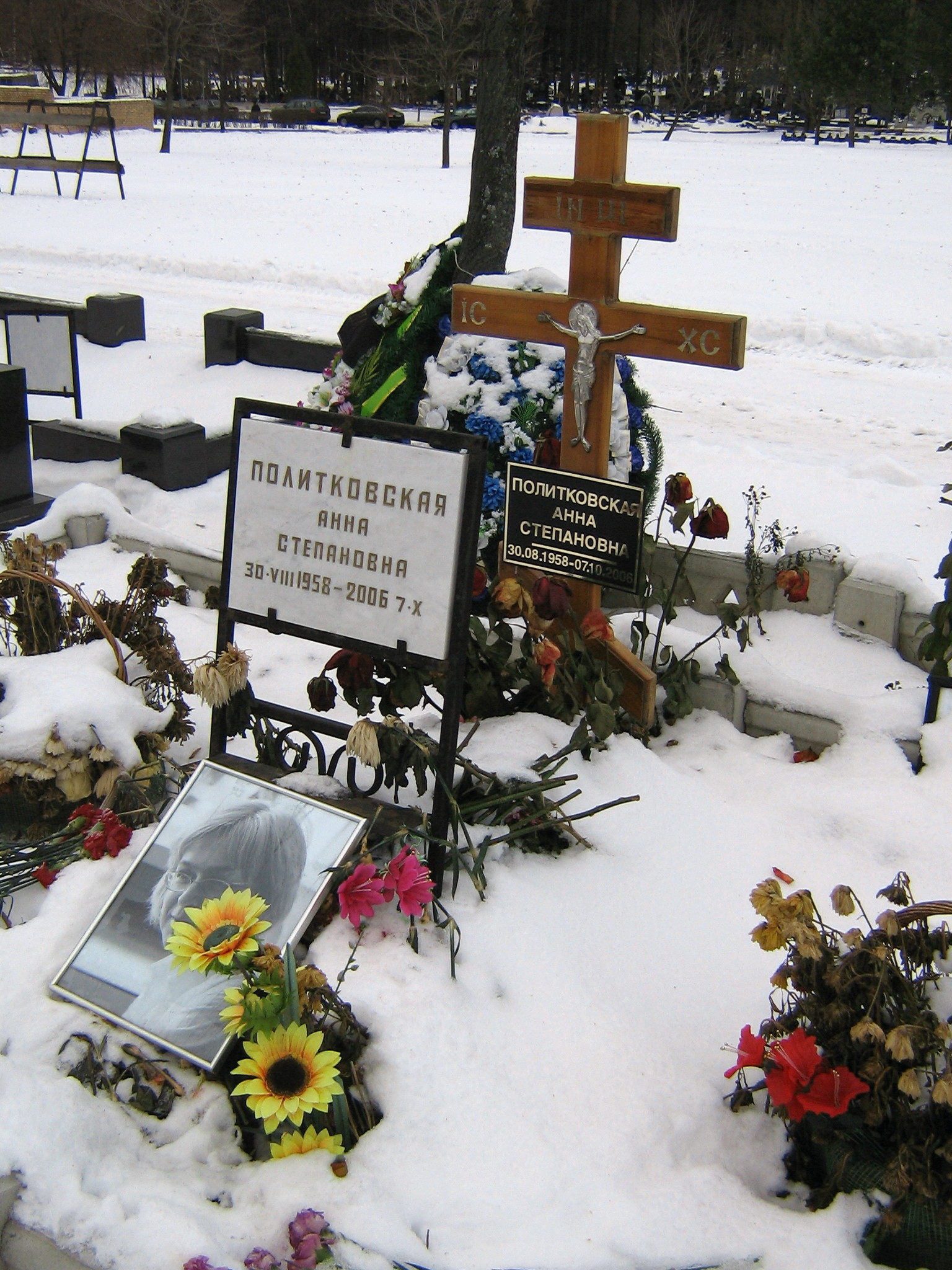
ポリトコフスカヤの墓

- イワン・フロロフ - ソ連共産党中央委員会書記、「プラウダ」編集長
- ニコライ・ペトロフ - ピアニスト
- パーヴェル・ポポーヴィチ - 宇宙飛行士
- アンナ・ポリトコフスカヤ - ジャーナリスト
- ユーリ・マスリュコフ - ソ連共産党政治局員、第一副首相
- ヴァシーリー・ミシン - ロケット技術者
- エレナ・ムヒナ - 体操選手
- アレクサンドル・ヤコブレフ - ソ連共産党政治局員
- ゲンナジー・ヤナーエフ - ソ連副大統領
- ピョートル・ラティシェフ - 内務官僚、ウラル連邦管区大統領全権代表
- ミハイル・ラプシン - ロシア農業党党首、アルタイ共和国大統領
- コンスタンチン・リエーバ - バレーボール選手
- ワレリー・ワシリエフ - アイスホッケー選手
- ゲヴォルク・ワルタニャン - 諜報員、ソ連邦英雄
- 成蕙琳 -朝鮮民主主義人民共和国人民女優、金正日の夫人、金正男の母